# Alex Comfort
Alexander Comfort (né le 10 février 1920 et mort le 26 mars 2000) est un écrivain et médecin britannique surtout connu pour avoir écrit The Joy of Sex, un manuel de sexualité, en 1972. Il a également été auteur de romans, gérontologue, anarchiste, pacifiste et objecteur de conscience.

## Publication
- La prolongation de la vie active. In: Impact: science et société, vol.XX (1970), no 4, p.325 à 339.